# إعادة البناء الديمقراطي (بيرو)
إعادة البناء الديمقراطي (بالإسبانية : Reconstrucción Democrática) هو حزب سياسي بيروفي صغير. في الانتخابات التشريعية التي أجريت في 9 أبريل 2006، فاز الحزب بأقل من 1 ٪ من الأصوات الشعبية ولم يفز بأي مقعد في مجلس الشيوخ.